# Elezioni regionali in Piemonte del 1980
Le elezioni regionali in Piemonte del 1980 si tennero l'8-9 giugno. La Democrazia Cristiana sopravanzò di poco il PCI. Dopo le elezioni, PSI e PCI decisero di proseguire l'alleanza a livello regionale, che aveva governato la regione durante la legislatura precedente, e formarono un governo di coalizione presieduto dal socialista Ezio Enrietti, assieme al PSDI e con l'appoggio esterno del PdUP. Nel 1983 le ambizioni nazionali del presidente e uno scandalo giudiziario portarono tuttavia al ribaltone con Aldo Viglione alla testa della prima giunta del Pentapartito.

## Risultati elettorali
| Liste                                                  | Voti      | %     | Seggi |
| ------------------------------------------------------ | --------- | ----- | ----- |
| Democrazia Cristiana (DC)                              | 956.356   | 32,44 | 20    |
| Partito Comunista Italiano (PCI)                       | 932.888   | 31,65 | 20    |
| Partito Socialista Italiano (PSI)                      | 417.763   | 14,17 | 9     |
| Partito Socialista Democratico Italiano (PSDI)         | 176.412   | 5,98  | 3     |
| Partito Liberale Italiano (PLI)                        | 174.728   | 5,93  | 3     |
| Movimento Sociale Italiano - Destra Nazionale (MSI-DN) | 117.724   | 3,99  | 2     |
| Partito Repubblicano Italiano (PRI)                    | 98.155    | 3,33  | 2     |
| Partito di Unità Proletaria per il Comunismo (PdUP)    | 29.656    | 1,01  | 1     |
| Democrazia Proletaria (DP)                             | 24.998    | 0,85  | -     |
| Piemont - Lista per Trieste                            | 15.627    | 0,53  | -     |
| Lega Comunista Rivoluzionaria (LCR)                    | 2.388     | 0,08  | -     |
| Lega Socialista Rivoluzionaria (LSR)                   | 1.143     | 0,04  | -     |
| Totale                                                 | 2.947.838 |       | 60    |

| Riepilogo dei seggi | Riepilogo dei seggi | Riepilogo dei seggi | Riepilogo dei seggi | Riepilogo dei seggi | Riepilogo dei seggi | Riepilogo dei seggi |
| ------------------- | ------------------- | ------------------- | ------------------- | ------------------- | ------------------- | ------------------- |
|                     |                     |                     |                     |                     |                     |                     |
| PdUP                | 1                   | Nuovo               |                     | PCI                 | 20                  | ▼ 2                 |
| PSI                 | 9                   | ▲ 1                 |                     | PSDI                | 3                   | ▼ 1                 |
| PRI                 | 2                   | ━                   |                     | DC                  | 20                  | ━                   |
| PLI                 | 3                   | ▲ 1                 |                     | MSI-DN              | 2                   | ━                   |

## Consiglieri eletti
| Collegio    | Lista                                         | Eletto                  |
| ----------- | --------------------------------------------- | ----------------------- |
| Torino      | Partito Comunista Italiano                    | Bernardo Sanlorenzo     |
| Torino      | Partito Comunista Italiano                    | Nazzareno Guasso        |
| Torino      | Partito Comunista Italiano                    | Sante Bajardi           |
| Torino      | Partito Comunista Italiano                    | Giovanni Alasia         |
| Torino      | Partito Comunista Italiano                    | Maria Sofia Ferrari     |
| Torino      | Partito Comunista Italiano                    | Rinaldo Bontempi        |
| Torino      | Partito Comunista Italiano                    | Giovanni Ferrero        |
| Torino      | Partito Comunista Italiano                    | Maria Laura Marchiaro   |
| Torino      | Partito Comunista Italiano                    | Francesco Revelli       |
| Torino      | Partito Comunista Italiano                    | Luigi Barisione         |
| Torino      | Democrazia Cristiana                          | Giovanni Picco          |
| Torino      | Democrazia Cristiana                          | Mauro Chiabrando        |
| Torino      | Democrazia Cristiana                          | Giuseppe Cerchio        |
| Torino      | Democrazia Cristiana                          | Aldo Ratti              |
| Torino      | Democrazia Cristiana                          | Riccardo Sartoris       |
| Torino      | Democrazia Cristiana                          | Emilia Bergoglio        |
| Torino      | Democrazia Cristiana                          | Gian Paolo Brizio       |
| Torino      | Democrazia Cristiana                          | Alfredo Penasso         |
| Torino      | Partito Socialista Italiano                   | Ezio Enrietti           |
| Torino      | Partito Socialista Italiano                   | Gabriele Salerno        |
| Torino      | Partito Socialista Italiano                   | Michele Moretti         |
| Torino      | Partito Socialista Italiano                   | Giorgio Salvetti        |
| Torino      | Partito Socialista Italiano                   | Giovanni Astengo        |
| Torino      | Partito Liberale Italiano                     | Attilio Bastianini      |
| Torino      | Partito Liberale Italiano                     | Sergio Marchini         |
| Torino      | Movimento Sociale Italiano - Destra Nazionale | Carlo Carazzoni         |
| Torino      | Movimento Sociale Italiano - Destra Nazionale | Gaetano Majorino        |
| Torino      | Partito Socialista Democratico Italiano       | Germano Benzi           |
| Torino      | Partito Repubblicano Italiano                 | Aldo Gandolfi           |
| Torino      | Partito di Unità Proletaria                   | Corrado Montefalchesi   |
| Alessandria | Partito Comunista Italiano                    | Domenico Marchesotti    |
| Alessandria | Partito Comunista Italiano                    | Mario Bruciamacchie     |
| Alessandria | Partito Comunista Italiano                    | Annamaria Ariotti       |
| Alessandria | Democrazia Cristiana                          | Piero Genovese          |
| Alessandria | Democrazia Cristiana                          | Armando Devecchi        |
| Alessandria | Partito Socialista Italiano                   | Claudio Simonelli       |
| Alessandria | Partito Socialista Democratico Italiano       | Andrea Mignone          |
| Asti        | Democrazia Cristiana                          | Luigia Fassio Ottaviani |
| Asti        | Partito Comunista Italiano                    | Bruno Ferraris          |
| Cuneo       | Democrazia Cristiana                          | Emilio Lombardi         |
| Cuneo       | Democrazia Cristiana                          | Ettore Paganelli        |
| Cuneo       | Democrazia Cristiana                          | Mario Michele Martini   |
| Cuneo       | Democrazia Cristiana                          | Bartolomeo Martinetti   |
| Cuneo       | Partito Comunista Italiano                    | Francesco Revelli       |
| Cuneo       | Partito Socialista Italiano                   | Aldo Viglione           |
| Cuneo       | Partito Repubblicano Italiano                 | Enrico Gastaldi         |
| Cuneo       | Partito Liberale Italiano                     | Antonio Turbiglio       |
| Novara      | Partito Comunista Italiano                    | Gian Piero Avondo       |
| Novara      | Partito Comunista Italiano                    | Guido Balazzi           |
| Novara      | Democrazia Cristiana                          | Vittorio Beltrami       |
| Novara      | Democrazia Cristiana                          | Carlo Borando           |
| Novara      | Partito Socialista Italiano                   | Elettra Cernetti        |
| Novara      | Partito Socialista Democratico Italiano       | Giuseppe Cerutti        |
| Vercelli    | Democrazia Cristiana                          | Luigi Petrini           |
| Vercelli    | Democrazia Cristiana                          | Antonio Villa           |
| Vercelli    | Partito Comunista Italiano                    | Ezio Acotto             |
| Vercelli    | Partito Comunista Italiano                    | Gilberto Valeri         |
| Vercelli    | Partito Socialista Italiano                   | Gianluigi Testa         |